# Pinchas Steinberg
Pinchas Steinberg (Israel, 1945) és un director d'orquestra israelià.
Estudià violí als Estats Units i composició a Berlín. El seu debut en la direcció fou el 1974 amb l'Orquestra Simfònica de RIAS a Berlín. Fou director convidat regularment amb l'Òpera de l'Estat de Viena des de 1986-1993. Aquestes actuacions varen incloure L'amore dei tre re al Festival de Wexford de 1979 i una producció de 1981 de Luisa Miller a la Royal Opera House, Covent Garden.
Fou nomenat director principal de l'Orquestra Simfònica de la Ràdio de Viena des de 1989-1996, i de l'Orchestre de la Suisse Romande des de 2002-2005.